# آب‌سنگ حلقوی دهالو
اب‌سنگ حلقوی دهالو (به لاتین: Dhaalu Atoll) یک منطقهٔ مسکونی در مالدیو است که در مالدیو واقع شده‌است. اب‌سنگ حلقوی دهالو ۵٬۳۰۵ نفر جمعیت دارد.